# Gretagrund

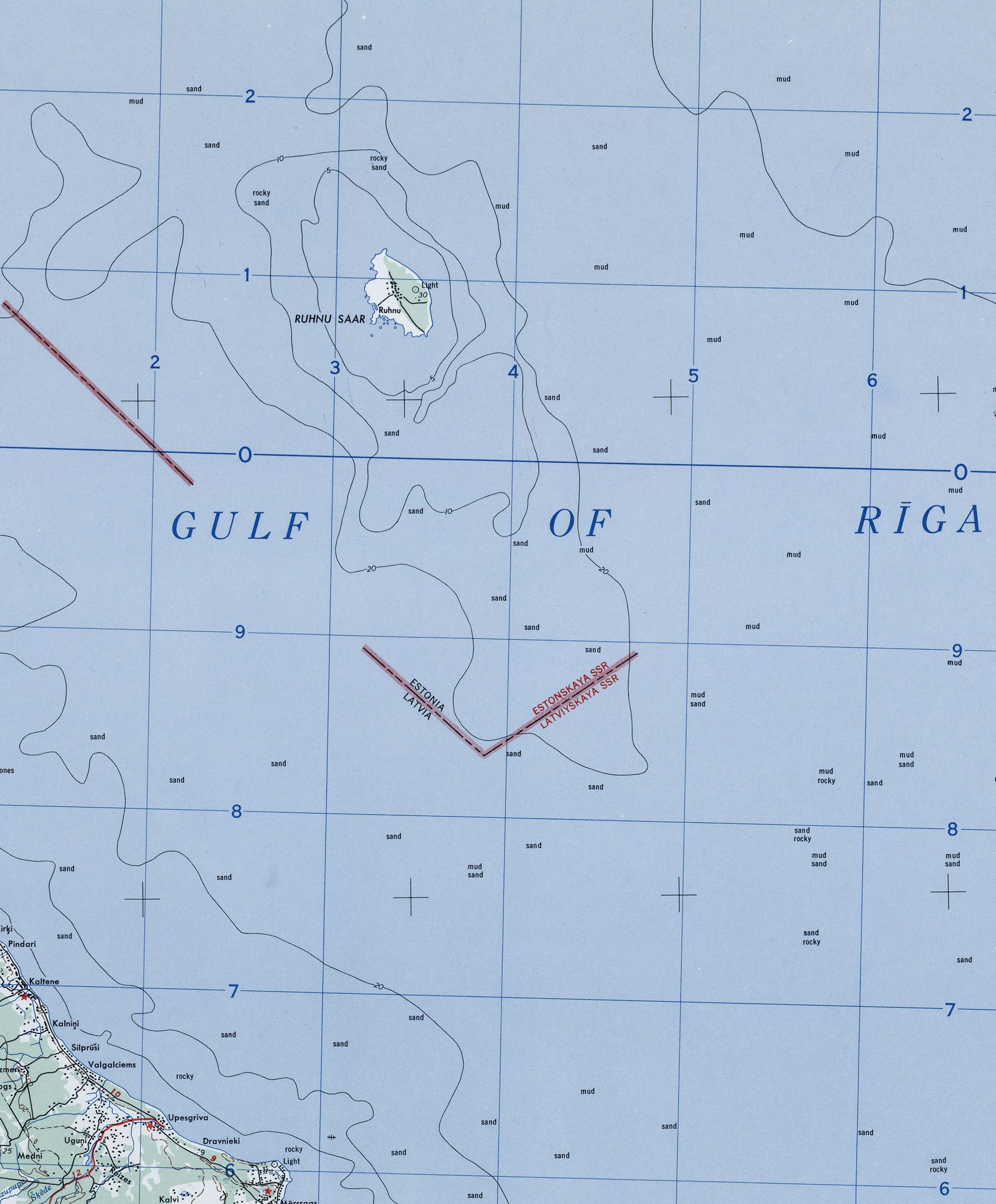
Carte figurant les courbes de profondeur de Gretagrund, près de Ruhnu.

Gretagrund (or Greta-Grund) est un récif situé à quelques kilomètres au sud ouest de Ruhnu dans le  golfe de Riga en  Estonie.
Administrativement, elle appartient au comté de Saare.

## Faune
Depuis le 12 août 2010 la zone de  146,50 km2 qui l'entoure est un habitat protégé pour les  oiseaux migrateurs: le plongeon arctique, la mouette pygmée, le plongeon catmarin, le harelde kakawi, la macreuse brune et le petit Pingouin,.

## Flore
Lors d'une étude en 2008, on a découvert un paramysis intermedia à Gretagrund comme nouvelle espèce de la mer Baltique